# CITY (漫画)
『CITY』（シティ）は、あらゐけいいちによる日本の漫画。『モーニング』（講談社）にて、2016年44号から2021年10号まで連載された後、2025年2・3合併号から連載再開されている。
女子大学生の南雲美鳥がCITY（街）の人々と出会いながら展開される、あらゐけいいちワールド全開のガールズ・ラン・コメディのギャグ漫画である。作者のあらゐのギャグ漫画には『日常』があるが、そのパラレルワールドであるような描写も見られる。第1巻の帯では「『日常』のあらゐけいいち最新作。このCITYの日常は、彼女が繋ぐ。」と書かれており、『日常』の主人公である相生祐子が『CITY』の主人公である南雲美鳥へバトンタッチをしている姿が描かれている。
メディアミックスとして、2025年7月よりテレビアニメが放送中。キャッチコピーは「『楽しい』が、あいことば」「笑いあり、ラブあり、ホロリあり、CITYを舞台に描かれる青春日常譚」。

## 登場人物
声の項はテレビアニメ版の声優。

### モクメセイ荘
南雲 美鳥（なぐも みどり）
声 - 小松未可子
本作の主人公。モクメセイ荘201号室。モンブラン大学モンブラン学部モンブラン学科2年生。20歳。時定東高校卒。趣味は競馬。そのほかに麻雀もたしなんでいる。最初期の設定では、喫煙もしていた。男っぽくがさつで、悪党だがピュアでもある。怖い話は苦手。あるきっかけで洋食屋マカベでアルバイトをすることになる。いつも金欠状態のため金に目が無いが、その割に洋食屋のバイトで毎回1時間以上遅刻するなど労働意欲は非常に低い。運動能力が抜群に高く、高校時代は各部活のエースを部活無所属のまま負かすことに情熱を注いでいた。そのため学内屈指の人気者であったが、現在は無気力で自堕落な生活を送っている。パーカーをよく着用しているが、同じものを大量に持って着回している。
にーくら（新倉）
声 - 豊崎愛生
モクメセイ荘101号室。モンブラン大学1年生でカメラマン志望の女性。18歳。南雲と対等に渡り合える友人。南雲に度々お金をせびられる。高校時代に南雲のスポーツでの活躍に憧れていた。ひょんなことから知り合ったCITY南高サッカー部員からは「姐さん」と呼ばれている。何人たりとも写真を撮らせなかった南雲の高校時代の写真をペンダントに入れて大事に持っていたが、そのペンダントは巡り巡って東堂商店の100円棚で売られてしまっている。お手製のハリセンを用いたツッコミが得意。少し腹黒い一面もあり、時には南雲を成敗する。
泉 わこ（いずみ わこ）
声 - 石川由依
モクメセイ荘204号室。モンブラン大学2年生の女性。20歳。写真を撮るのが趣味。作中きっての変人で天才肌。黒いネズミのような人形を「神様」として拝んだり、頻繁に行動を共にする南雲と新倉で百合妄想を抱いたりする。マイペースで常に笑顔。南雲、にーくらと知り合い3人組となる（にーくらの部屋の押し入れに勝手に住み着いている）。自分だけのルーティーンのような趣味を多数持っており、カバンの中にはルーティーンに関連したさまざまな雑貨がしまわれている。また暇な時にはいろいろな絵をデザインしたりしてたまに友人のしあに渡している。最初期の設定では、長髪だった。
鬼カマボコ（おにカマボコ）
声 - 宮崎遊
モクメセイ荘203号室。『週刊CITY』で連載中の「落胆くん」シリーズの作者。「落胆くん」は泉わこや真壁鶴菱の愛読書である。ネタが出なかったり、担当編集の轟からの事務連絡にショックを受けたりしているため、いつも汗をかいているか落涙している。一度『週刊CITY』の連載を打ち切られたが、編集長の鶴の一声で再開した。
オババ
声 - 山本和臣
アパートモクメセイ荘の大家。立涌とまつりの祖母。真壁鶴菱の義理の母。高齢ながら、南雲を驚愕させる程の化け物じみた身体能力の持ち主。南雲から家賃を取り立てることに執念を燃やしていると同時に、喜びを見出してもいる。戦闘力においては作中でもトップクラスであり、高校時代には生徒会長ながらも暴力で物事を解決していた。

### 洋食マカベ（真壁家）
真壁 鶴菱（まかべ つるびし）
声 - 川原慶久
洋食マカベの店長。立涌とまつりの父。CITY三羽ガラスの一員。オババ（モクメセイ荘大家）の義理の息子。洋食屋ではあるが、本人曰く「あらゆる食の修業を積んだ」ため蕎麦や冷やし中華も作ることができる。
真壁母（まかべはは）
鶴菱の妻で、立涌とまつりの母。オババの娘。有名な考古学者であり、発掘調査のため出張中。真壁家に変な物を度々送ってくる。
真壁 立涌（まかべ たてわく）
声 - 入野自由
CITY南高校2年3組。血液型A型で山羊座。サッカー部に所属しているが、補欠である。ポジションはミッドフィルダー。番号は28番。クラスメイトの泉りこに惚れている。
真壁 まつり（まかべ まつり）
声 - 七瀬彩夏
CITY南中学校の2年生。えっちゃん（後述）とは親友。

### 安達太良ワイン（酒の安達太良・安達太良家）
洋食マカベの隣にある酒屋。
安達太良博士（あだたらはかせ）
声 - 子安武人
真壁家を監視する謎の老人。
真壁家に何らかの恨みがあるらしく、そのため店の中と周りに計6個のカメラを仕込んでいる。しかし、3個破壊された。
安達太良父（あだたらちち）
声 - 子安武人
安達太良博士の息子。達太たちの父。CITY三羽ガラスの一員。
安達太良母（あだたらはは）
声 - 浅野まゆみ
安達太良家の母。大家族の面倒を見る肝っ玉母さん。
安達太良 達太（あだたら たつた）
声 - KENN
長男。家業を継いでいる。左頬に傷か痣のようなものがある。かつてはサッカー選手で左足に古傷が残っている。
安達太良 かもめ（あだたら かもめ）
声 - 林鼓子
長女。新社会人でしあのマネージャーを務めている。また72枚物の皿を割るという記録を持ち、ヘマばっかりする。
安達太良 良太（あだたら りょうた）
声 - 猪股慧士
次男。CITY南高校2年3組。泉りこのフォローをする技術は同級生達から「現代のウィリアムテル」などと評される。
安達太良 うみ（あだたら うみ）、安達太良 そら（あだたら そら）
声 - 福嶋晴菜（うみ）、天麻ゆうき（そら）
次女（うみ）と三女（そら）。双子の小学生。いつもささいなことでケンカしている。家族にも見分けがつかないほどそっくり。

### CITY南高校

#### 2年3組
泉 りこ（いずみ りこ）
声 - 和久井優
CITY南高校の2年生。泉わこの妹。授業中によく寝る。だがその可愛い容姿や仕草に男女問わず多数のファンを持つ。ハッキングや爆弾製造の能力を持っている。
真壁 立涌（まかべ たてわく）
洋食マカベ（真壁家）の項を参照。
安達太良 良太（あだたら りょうた）
安達太良ワイン（酒の安達太良・安達太良家）の項を参照。

#### サッカー部
サッカー以外の分野で天才的な能力を発揮する者ばかりだが、肝心のサッカーは笹子がいないと小学生レベルにまで落ちてしまう。
雁ヶ腹（がんがはら）
CITY南高校サッカー部の監督。
真壁 立涌（まかべ たてわく）
洋食マカベ（真壁家）の項を参照。
黒金 大和（くろがね やまと）
声 - 髙坂篤志
CITY南高校サッカー部部員。ポジションはキーパー。番号は1番。助っ人で野球部を甲子園へ出場させた。
帯那 林道（おびな りんどう）
声 - 金子誠
CITY南高校サッカー部の主将。ポジションはサイドバック。番号は2番。泉りこファンクラブ会員番号1番。劉備玄徳並みの人徳とシオメネやカントナの再来と言うほどのキャプテンシーを持つ。
微笑 六郎（ほほえみ ろくろう）
声 - KENN
CITY南高校サッカー部部員。地の顔が笑顔。ポジションはサイドバック。番号は3番。何年も留年しているらしい。
横尾（兄）（よこお〈あに〉）
声 - 猪股慧士
横尾兄弟の兄。CITY南高校サッカー部部員。ポジションはセンターバック。番号は5番。兄弟でアパレルデザインをしている。
横尾（弟）（よこお〈おとうと〉）
声 - 鈴木崚汰
横尾兄弟の弟。CITY南高校サッカー部部員。ポジションはセンターバック。番号は4番。
火之玉 暴威之助（ひのたま ぼういのすけ）
CITY南高校の番長であり、サッカー部部員。補欠。ポジションはセンターバック。番号は6番。泉りこファンクラブ会長（会員番号0番）。
室根（むろね）
声 - 水内清光
CITY南高校サッカー部部員。ポジションはミッドフィルダー。番号は7番。「ガウチョ」というバンドのギタリストとして活動をしている。
白金（しろがね）
声 - 山本和臣
CITY南高校サッカー部部員。ゲーマー。番号は8番。
苗場（なえば）
声 - 宮崎遊
CITY南高校サッカー部部員。ポジションはフォワード。番号は9番。珍魚ハンターの第一人者。
笹子 源次郎（ささご げんじろう）
声 - 福山潤
CITY南高校サッカー部部員。ポジションはミッドフィルダー。番号は10番。サッカーの技量は超高校級だがすぐケガをする。CITY南高校サッカー部の強さはほぼ全て彼に依存しているためケガをしないように全部員が気を使っているが、結局は予期せぬつまづきなどでケガをして戦線離脱してしまう。
春日（かすが）
声 - 川原慶久
CITY南高校サッカー部部員。ポジションはフォワード。番号は11番。長距離走の選手としての高い才能を持っている。
権現山 岩男（ごんげんやま いわお）
CITY南高校サッカー部部員。実は他校（CapsLock高校）が送り込んできたスパイ。番号は12番。
黒部（くろべ）
CITY南高校サッカー部部員。補欠。ポジションはフォワード。番号は18番。

#### 教員
天城 宗光（あまぎ むねみつ）
声 - 金子誠
日本昭和史教師。
お香にしてお香に生きるお香戦士。

### CITY南中学
真壁 まつり（まかべ まつり）
洋食マカベ（真壁家）の項を参照。
えっちゃん
声 - 田所あずさ
本名は雨飾えり。CITY南中学校の2年生。まつりとは親友。近いうちにイギリスに引っ越す予定。まつりと共に帰宅部だが、その場の思いつきでさまざまな「部」を勝手に立ち上げて遊んでいる。

### （株）バナナ・『週刊CITY』編集部
洋食マカベの隣のビルにある編集部。総ページ数100ページだが、オリジナルのページは6ページほどで後は全て広告の『週刊CITY』という地域密着型フリーペーパーを発行している。
編集長（へんしゅうちょう）
声 - 水内清光
『週刊CITY』編集長。星座占いページ担当。CITY三羽ガラスの一員。若いころ、千年王国のペンネームで漫画を描いており、そのころに出していた同人誌は現在10万円を超える価格で取引されている。
あらまさん
声 - 林鼓子
『週刊CITY』編集員。特集ページ担当。「あらま」が口癖。
元は『Helvetica Standard』のキャラクター。『Helvetica Standard』では（株）バナナは出版社ではなく事務用品会社だった。
轟（とどろき）
声 - 鈴木崚汰
『週刊CITY』編集員。連載漫画「落胆くん」の担当編集。新入社員の男性。『落胆くん』の作者である鬼カマボコの作品を事あるごとに絶賛するが、編集として伝えなければいけない事務連絡との板挟みになるためいつも落涙している。

### その他
しあ
声 - 後藤邑子
泉わこの高校時代の同級生だが、非常に幼い風貌をしている。人気タレントだが傍若無人な振る舞いをする。マネージャーは安達太良かもめ。安達太良達太のことが好き。
タナベ
声 - 後藤邑子
資産家の女性。足をケガする前は交番に勤務する警官だった。CITYの住民を何かにつけて表彰しおもてなしをしようとする。達太のことが好き。また「週刊CITY」誌の発行に関わる費用をポケットマネーから全て出している。
タナベのドラ息子
声 - 福山潤
オババ曰くドラ息子。宗教儀式で使うような覆面をしており素顔は不明。初登場時はタナベ邸にやってきたいい人と南雲におもてなしを受けさせようとモニターで監視していた。権現山をスパイとして送り込んだCapsLock高校のサッカー部主将でもある。
穂高（ホタカ）
声 - 土門仁
タナベの執事。タナベの見つけた表彰対象の人物をチェーンで捕縛する。時折、一発芸をするがタナベからは理解されない。オババとは同窓の友人であり、生徒会長だったオババを副会長として明晰な頭脳で補佐していた。少なからず好意を持っていたようだが告げることなく卒業している。
いい人
声 - 水内清光
着流しの老人男性。タナベが表彰しようとするが、ストイックな性格のため、何とか表彰から逃れようとする。文字通りの人格者。
東堂（とうどう）
骨董屋「東堂商店」の店主。残留思念を見て物の価値を見抜くことができる。
本官（ほんかん）
声 - 金子誠
タナベの後任の新人警官。オババのせいで泥棒に仕立てられたが、事なきを得た。「であります」が口癖。惚れっぽい性格。ほぼ同じ表情。
蓼科 神威（たてしな かむい）
モンブラン大学1年生。あることがきっかけで御婆を倒すことに執念を燃やしているが、肝心のオババからはクイズ王と共に「モブ共」と言われ相手にされていない。
クイズ王（クイズおう）
モンブラン大学の学生。空手が得意。蓼科と共にオババを倒そうとしている。
長野原 大介（ながのはら だいすけ）
声 - 相沢舞
売れっ子漫画家。仕事場は東堂商店2階の「スタジオ唇泥棒」。『日常』の長野原みおのペンネームと同一。
倉岳（クラタケ）
カリアゲは無料でカットしてくれる理容店クラタケの店主。他の町からCITYに移住してきた。カリアゲにした客からお礼としてなんらかの物品をよくもらうが、ガラクタのようでいて大概は予期せぬプレミアが付いている。
光岳 伸晃（てかりだけ のぶてる）
声 - 福山潤
モンブラン大学の学生。劇団テカリダケの主宰・脚本担当。

## 書誌情報
- あらゐけいいち 『CITY』 講談社〈モーニングKC〉、既刊14巻（2025年7月23日現在）
  1. 2017年3月23日発売[5][14]、ISBN 978-4-06-388708-2
  2. 2017年4月21日発売[15]、ISBN 978-4-06-388719-8
  3. 2017年9月22日発売[16]、ISBN 978-4-06-510229-9
  4. 2018年3月23日発売[17]、ISBN 978-4-06-511157-4
  5. 2018年7月23日発売[18]、ISBN 978-4-06-512026-2
  6. 2018年11月22日発売[19]、ISBN 978-4-06-513610-2
  7. 2019年3月22日発売[20]、ISBN 978-4-06-514954-6
  8. 2019年7月23日発売[21]、ISBN 978-4-06-516295-8
  9. 2019年11月21日発売[22]、ISBN 978-4-06-517782-2
  10. 2020年3月23日発売[23]、ISBN 978-4-06-518933-7
  11. 2020年8月20日発売[24]、ISBN 978-4-06-520306-4
  12. 2020年11月20日発売[25]、ISBN 978-4-06-520307-1
  13. 2021年4月23日発売[26]、ISBN 978-4-06-520307-1
  14. 2025年7月23日発売[27][28]、ISBN 978-4-06-540019-7 / ISBN 978-4-06-540081-4

## テレビアニメ
2024年9月の京都アニメーション新作発表会でテレビアニメ化が発表された。『CITY THE ANIMATION』（シティ ザ アニメーション）のタイトルで2025年7月より朝日放送テレビ、TOKYO MXほかにて放送中。ナレーションは大塚芳忠。

### スタッフ
- 原作・シナリオ監修 - あらゐけいいち[6]
- 監督・シナリオ監修 - 石立太一[6]
- キャラクターデザイン・総作画監督 - 徳山珠美[9]
- 美術監督 - 山崎詩央里[9]
- 色彩設計 - 宮田佳奈[9]
- 撮影監督 - 植田弘貴[9]
- 3D監督 - 加瀬達規[9]
- 編集 - 重村建吾
- 音響監督 - 鶴岡陽太[9]
- 音楽 - ピラニアンズ[10]
- 音楽プロデューサー - 中村伸一
- 音楽制作 - ポニーキャニオン[10]
- 企画プロデューサー - 八田英明
- プロデューサー - 山本早希子、西村舞音、中村伸一、立石謙介、八田真一郎、上田智輝
- アニメーション制作 - 京都アニメーション[6]
- 製作 - CITY THE ANIMATION製作委員会（京都アニメーション、ABCアニメーション、ポニーキャニオン、講談社）[9]

### 主題歌
「Hello」
Furui Rihoによるオープニングテーマ。作詞・作曲はFurui Riho、編曲はknoak。
「LUCKY」
TOMOOによるエンディングテーマ。作詞・作曲はTOMOO、編曲は小西遼。
「Shall We Dance?」
第1話劇中曲。作詞はOscar Hammerstein II、作曲はRichard Rodgers、編曲は周防義和。

### 各話リスト
| 話数 | サブタイトル | 脚本     | 絵コンテ   | 演出       | 作画監督   | 初放送日      |
| ---- | --- | -------- | ---------- | ---------- | ---------- | ------------- |
| #1   | マカベ家友達固焼きそば安達太良博士泉わこ203号室夢                                                                                              | 佐藤綾乃 | 石立太一   | 石立太一   | 徳山珠美   | 2025年 7月7日 |
| #2   | CITY南イレブン3人組3人の編集指南ビューティフルバード神様ごっこ漫画道葛藤!にーくらvsにーくら                                                    | 佐藤綾乃 | 北之原孝將 | 北之原孝將 | 池田和美   | 7月14日       |
| #3   | 劇団テカリダケ!の巻泉りこ危機一髪!パン屋やさしさ革命ハリセンとアジト僕らは仲間だ!さわやか3組!                                                  | 西川昌志 | 山村卓也   | 山村卓也   | 引山佳代   | 7月21日       |
| #4   | タナベさんのホシ世にも奇妙な訪問者タナベさんと穂高真壁鶴菱の黄昏つづくえっちゃんと本場とパンまつり人間交錯点                                   | 佐藤綾乃 | 宮城良     | 宮城良     | 丸木宣明   | 7月28日       |
| #5   | 塔バッドタイムそろばんと三つ編みかけ抜ける青春絶対安全にーくら                                                                                 | 西川昌志 | 太田稔     | 太田稔     | 門脇未来   | 8月4日        |
| #6   | グッドモーニング安達太良にーくらVSサッカー部臨終マーチお座敷とフリージア泉わこのミッション僕らは仲間だ!サイレント3組情熱と冷静の間の航海お別れ | 佐藤綾乃 | 小川太一   | 小川太一   | 髙橋真梨子 | 8月11日       |
| #7   | カウントダウン正義の味方立て!鶴菱!!の巻退屈な夜は夜の食事者理容のクラタケ地獄                                                                  | 西川昌志 | 北之原孝將 | 北之原孝將 | 池田和美   | 8月18日       |

### 放送局
| 放送期間       | 放送時間                     | 放送局         | 対象地域   | 備考                                 |
| -------------- | ---------------------------- | -------------- | ---------- | ------------------------------------ |
| 2025年7月7日 - | 月曜 0:00 - 0:30（日曜深夜） | TOKYO MX       | 東京都     |                                      |
|                | 月曜 0:40 - 1:15（日曜深夜） | 朝日放送テレビ | 近畿広域圏 | 『ANiMiDNiGHT!!!』枠                 |
|                | 月曜 1:20 - 1:50（日曜深夜） | テレビ愛知     | 愛知県     |                                      |
|                | 月曜 20:00 - 20:30           | AT-X           | 日本全域   | CS放送 / 字幕放送 / リピート放送あり |
|                | 月曜 23:00 - 23:30           | BS11           | 日本全域   | BS放送 / 『ANIME+』枠                |

| 配信開始日   | 配信時間                   | 配信サイト         | 備考           |
| ------------ | -------------------------- | ------------------ | -------------- |
| 2025年7月7日 | 月曜 0:30（日曜深夜） 更新 | Amazon Prime Video | 見放題独占配信 |

### BD / DVD
| 巻 | 発売日             | 収録話          | 規格品番   | 規格品番   |
| 巻 | 発売日             | 収録話          | BD         | DVD        |
| -- | ------------------ | --------------- | ---------- | ---------- |
| 1  | 2025年10月8日予定  | 第1話 - 第5話   | PCXE.51071 | PCBE.56581 |
| 2  | 2025年11月12日予定 | 第6話 - 第9話   | PCXE.51072 | PCBE.56582 |
| 3  | 2025年12月3日予定  | 第10話 - 第13話 | PCXE.51073 | PCBE.56583 |